# William Lanteau
William Lanteau, all'anagrafe William Lanctot (St. Johnsbury, 17 novembre 1922 – Los Angeles, 3 novembre 1993), è stato un attore statunitense.

## Biografia
Dopo aver combattuto durante la seconda guerra mondiale nella United States Army, iniziò la sua carriera di attore nel 1954 in televisione, partecipando a oltre ottanta serial tra i quali sono da citare The Donna Reed Show, La signora e il fantasma, The Andy Griffith Show, Here's Lucy, Barnaby Jones, No Soap, Radio, Colorado e Amen. La notorietà arriva nel 1982 con l'interpretazione del personaggio del sindaco Chester Wanamaker nella serie Bravo Dick (Newhart), durata otto anni, fino al 1990.
Sul grande schermo partecipò a nove film tra il 1959 e il 1987, in maggioranza commedie; il suo ruolo più noto fu quello del postino Charlie Martin in Sul lago dorato. Muore nel novembre del 1993, per complicazioni dopo un'operazione al cuore, due settimane prima di compiere 71 anni. La sua salma venne cremata.

## Filmografia

### Cinema
- Il villaggio più pazzo del mondo (Li'l Abner), regia di Melvin Frank (1959)
- Un adulterio difficile (The Facts of Life), regia di Melvin Frank (1960)
- Per favore non toccate le palline (The Honeymoon Machine), regia di Richard Thorpe (1961)
- Il visone sulla pelle (That Touch of Mink), regia di Delbert Mann (1962)
- Donne, v'insegno come si seduce un uomo (Sex and the Single Girl), regia di Richard Quine (1964)
- Intrighi al Grand Hotel (Hotel), regia di Richard Quine (1967)
- Da mezzogiorno alle tre (From Noon Till Three), regia di Frank D. Gilroy (1970)
- Sul lago dorato (On Golden Pond), regia di Mark Rydell (1981)
- Lama d'acciaio (Cold Steel), regia di Dorothy Ann Puzo (1987)

### Televisione
- Goodyear Television Playhouse – serie TV, un episodio (1954)
- Kraft Television Theatre – serie TV, 2 episodi (1955)
- Angel – serie TV, un episodio (1960)
- The Andy Griffith Show – serie TV, un episodio (1960)
- Surfside 6 – serie TV, episodio 1x20 (1961)
- Bus Stop – serie TV, un episodio (1961)
- The Jane Powell Show – serie TV, un episodio (1961)
- La città in controluce (Naked City) – serie TV, un episodio (1962)
- The Donna Reed Show – serie TV, 5 episodi (1962-1966)
- Ai confini della realtà (The Twilight Zone) - serie TV, episodio 4x18 (1963)
- The Bill Dana Show – serie TV, un episodio (1963)
- Il dottor Kildare (Dr. Kildare) – serie TV, un episodio (1963)
- Profiles in Courage – serie TV, un episodio (1964)
- Petticoat Junction – serie TV, un episodio (1965)
- Perry Mason – serie TV, un episodio (1966)
- Vacation Playhouse – serie TV, un episodio (1966)
- Organizzazione U.N.C.L.E. (The Man from U.N.C.L.E.) – serie TV, un episodio (1966)
- Lucy Show (The Lucy Show) – serie TV, un episodio (1967)
- The Mothers-In-Law – serie TV, un episodio (1968)
- La signora e il fantasma (The Ghost and Mr. Muir) – serie TV, 4 episodi (1969-1970)
- Here's Lucy – serie TV, 4 episodi (1969-1973)
- Quella strana ragazza (That Girl) – serie TV, un episodio (1970)
- Ironside – serie TV, 2 episodi (1970)
- Una moglie per papà (The Courtship of Eddie's Father) – serie TV, 2 episodi (1970-1972)
- La fattoria dei giorni felici (Green Acres) – serie TV, un episodio (1971)
- Jimmy Stewart Show – serie TV, un episodio (1971)
- Sanford and Son – serie TV, un episodio (1972)
- Barnaby Jones – serie TV, un episodio (1973)
- Una famiglia americana (The Waltons) – serie TV, un episodio (1974)
- The Wide World of Mystery – serie TV, un episodio (1974)
- Lincoln – serie TV, un episodio (1974)
- Ellery Queen – serie TV, episodio 1x01 (1975)
- Bronk – serie TV, un episodio (1975)
- Wonder Woman – serie TV, un episodio (1976)
- Arcibaldo (All in the Family) – serie TV, 2 episodi (1977)
- CHiPs – serie TV, un episodio (1977)
- ABC Aferschool Special – serie TV, 2 episodi (1977-1978)
- James (James at 15) – serie TV, un episodio (1978)
- Jack e la principessa (1978) – film TV
- Colorado (Centennial) – serie TV, un episodio (1978)
- Carter Country – serie TV, un episodio (1978)
- Vega$ – serie TV, un episodio (1978)
- Good Times – serie TV, un episodio (1978)
- Sanford – serie TV, un episodio (1980)
- Trapper John (Trapper John, M.D.) – serie TV, un episodio (1981)
- Il mio amico Arnold (Diff'rent Strokes) – serie TV, un episodio (1981)
- Capitol – serie TV, un episodio (1981)
- No Soap, Radio – serie TV, 4 episodi (1982)
- Bravo Dick (Newheart) – serie TV, 39 episodi (1982-1990)
- Signore e signori buonasera (Goodnight Beantown) – serie TV, un episodio (1983)
- Tucker's Witch – serie TV, un episodio (1983)
- New York New York (Cagney & Lacey) – serie TV, 2 episodi (1983-1984)
- Cuore e batticuore (Hart to Hart) – serie TV, un episodio (1984)
- Spencer – serie TV, un episodio (1984)
- Matt Houston – serie TV, un episodio (1985)
- Cin cin (Cheers) – serie TV, un episodio (1985)
- La piccola grande Nell (Gimme a Break!) – serie TV, un episodio (1985)
- Cacciatori di ombre (Shadow Chasers) – serie TV, un episodio (1985)
- Me & Mrs. C. - serie TV, un episodio (1986)
- Fresno – serie TV, un episodio (1986)
- Sotto stretta protezione (1988) – film TV
- Benvenuto sulla Terra (Hard Time on Planet Earth) – serie TV, un episodio (1989)
- La signora in giallo (Murder, She Wrote) – serie TV, episodio 6x11 (1989)
- Blue Jeans (The Wonder Years) – serie TV, 2 episodi (1989-1990)
- Le ragazze della terra sono meglio (They Came from Outer Space) – serie TV, un episodio (1990)
- I casi di Rosie O'Neill (The Trials of Rosie O'Neill) – serie TV, un episodio (1990)
- Amen – serie TV, 2 episodi (1990)
- Monsters – serie TV, un episodio (1991)
- Nightmare - Come in un incubo (Don't Touch My Daughter), regia di John Pasquin (1991) – film TV
- L'ombra di un dubbio (1991) – film TV
- Coach – serie TV, un episodio (1991)

## Doppiatori italiani
Nelle versioni italiane dei suoi film, William Lanteau è stato doppiato da:
- Gianfranco Bellini in Il villaggio più pazzo del mondo, Donne v'insegno come si seduce un uomo
- Piero Tiberi in Sul lago dorato